# Ferdinando Richardson
Ferdinand Richardson [Ferdinando], de son vrai nom Sir Ferdinando Heybourne, est un compositeur anglais, né le 1558 et mort à Tottenham (Middlesex) le 4 juin 1618.

## Biographie
Élève de Thomas Tallis, Richardson devint valet de la Privy Chamber royale en 1587 dont il reçut une pension à partir de 1611.
C’est tout ce que l’on sait de ce compositeur amateur, si ce n’est qu’il est le dédicataire de Canzonets de Giles Farnaby publiés en 1598, qu'il ne fut apparemment pas instrumentiste, et qu'il ne composa que quelques pièces pour clavier.

## Œuvres
- Pavane & Galliarde [I], avec « Variatio », pour clavier, dans le Fitzwilliam Virginal Book, nos 4-7[3]
- Pavane & Galliarde [II], avec « Variatio », pour clavier, dans le Fitzwilliam Virginal Book, nos 27-30
- Pavane & Galliarde [III], pour clavier, MS London, British Library Add. 30485
- Pavane & Galliarde [IV], transcription pour clavier d’une œuvre de Thomas Morley, MS Cambridge, Fitzwilliam Museum, Mus. 782, 52.d.25
- Alman, pour clavier, MS London, British Library Add. 30485